# 사우나 (영화)
사우나(Sauna)는 체코에서 제작된 안티 주시 안닐라 감독의 2008년 공포 영화이다. 빌레 비르타넨 등이 주연으로 출연하였고 테로 코코마 등이 제작에 참여하였다.

## 출연

### 주연
- 빌레 비르타넨
- 토미 에로넌

### 조연
- 레인 톨크
- 카리 케토넨
- 타이스토 레이마루오토
- 이스모 칼리오
- 카티 오우티넨

## 제작진
- 의상: 애너 빌프푸넨
- Ass-PD: 산 푸 말타
- 배역: 투차 파나넨
- 배역: 피아 페소넨
- 배역: 이반 보리섹